# Inked in Blood
Inked in Blood (česky Podepsáno krví) je deváté studiové album americké death metalové skupiny Obituary, které vyšlo v říjnu 2014 pod americkým hudebním vydavatelstvím Relapse Records.
Bylo nahráno ve studiu RedNeck Studio ve floridském městě Gibsonton v dubnu 2014. Na albu se poprvé představili noví členové kapely, baskytarista Terry Butler (ex-Death, ex-Six Feet Under, ex-Massacre) a kytarista Kenny Andrews. Butler nahradil dlouholetého baskytaristu Franka Watkinse.
Obal alba zobrazuje torzo zmrzačeného mužského těla, konkrétně trup bez končetin a hlavy přibitý ke stěně. Na prsou je vyřezáno obrovské logo Obituary.

## Seznam skladeb
1. Centuries of Lies – 2:08
2. Violent by Nature – 4:33
3. Pain Inside – 4:35
4. Visions in My Head – 4:14
5. Back on Top – 4:30
6. Violence – 2:06
7. Inked in Blood – 4:13
8. Deny You – 4:48
9. Within a Dying Breed – 5:36
10. Minds of the World – 3:24
11. Out of Blood – 3:19
12. Paralyzed With Fear – 5:38

## Sestava
- John Tardy – vokály
- Kenny Andrews – kytara
- Trevor Peres – kytara
- Terry Butler – baskytara
- Donald Tardy – bicí